# Cottonwood (Arizona)
Cottonwood è una città degli Stati Uniti d'America situata nella contea di Yavapai dello Stato dell'Arizona.

## Geografia fisica

### Territorio
Secondo lo United States Census Bureau, la città si estende su una superficie di 42,5 km² (16,41 mi²).

### Clima
Cottonwood ha un clima semi-arido della steppa. Nel mese di gennaio la temperatura media massima è di 13° C e una minima di -3° C. Nel mese di luglio la temperatura media massima è di 36° C e una minima di 20° C. Le precipitazioni annue sono di circa 33 cm.

## Popolazione
Al censimento del 2010, la città aveva 11 265 abitanti.